# Ducati 125cc-racers
De Ducati 125cc-racers vormen een serie 125cc-wegrace-motorfietsen die Ducati produceerde van 1954 tot en met 1960.

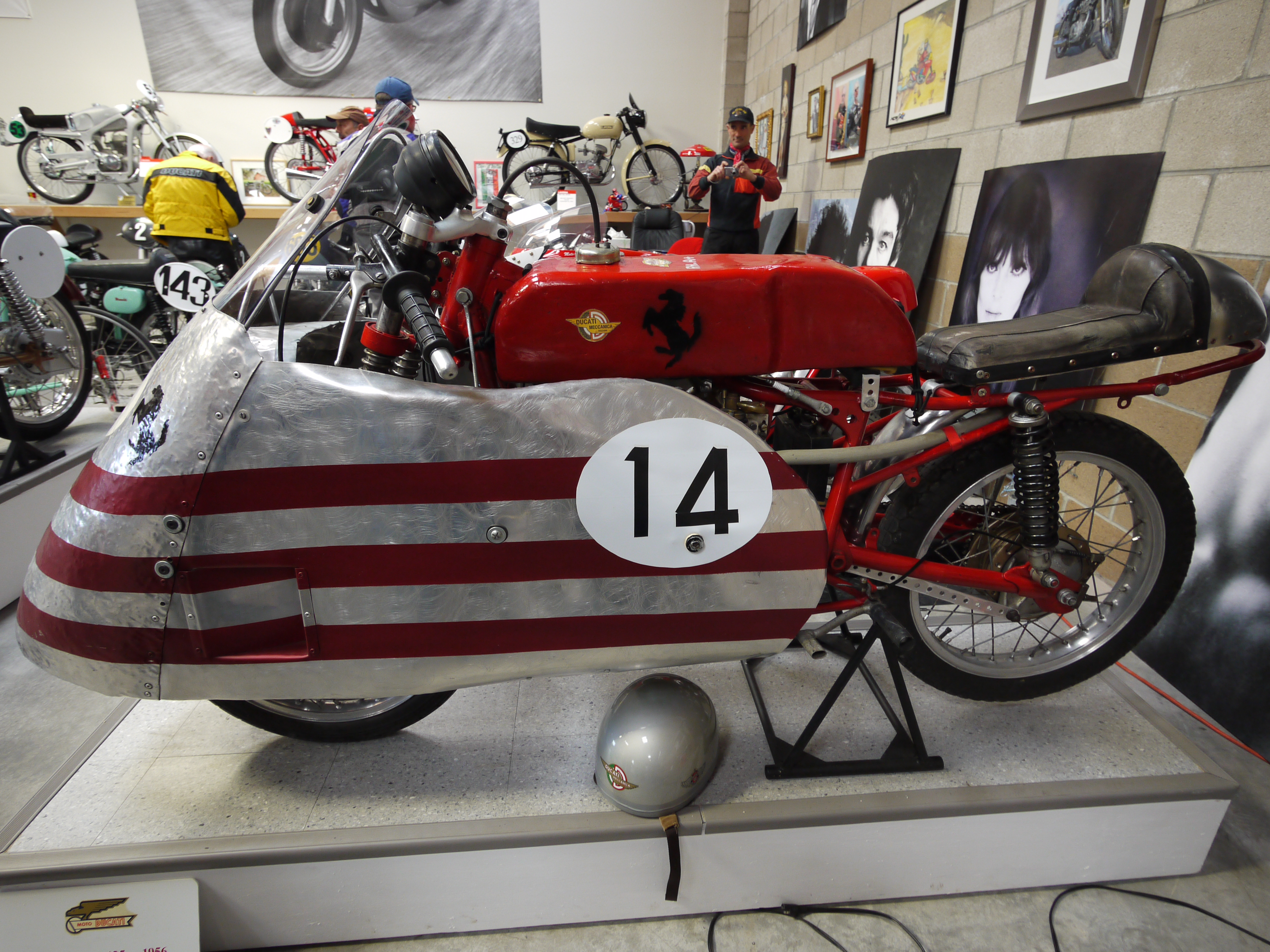
De Ducati 125 GP "Marianna" was nog uitgerust met een conventionele cilinderkop met haarspeldveren.

## Ducati 125 Gran Sport "Marianna"
Fabio Taglioni, die in 1954 van FB Mondial overstapte naar Ducati, ontwierp onmiddellijk een 100cc-racertje, de Ducati 100 Gran Sport Marianna met en bovenliggende nokkenas die door een koningsas werd aangedreven. Voor de meer gebruikelijke 125cc-klasse ontwierp hij ook een 125cc-versie, de 125 Gran Sport. Beide machines hadden nog een conventionele cilinderkop waarbij de kleppen werden gesloten door haarspeldveren. De machine kreeg de bijnaam "Marianna" omdat de productie werd goedgekeurd op de katholieke naamdag van de Heilige Marianna.

## Ducati 125 Bialbero
Deze machine kreeg later een andere cilinderkop waarbij de haarspeldveren werden vervangen door schroefveren en kreeg de naam Ducati 125 Bialbero vanwege de dubbele bovenliggende nokkenas. De machine werd officieel aangeduid als "Ducati 125 GP". Ze werd als productieracer verkocht aan privérijders. De 125 Bialbero werd ook in 1956 geïntroduceerd, leverde ongeveer 17 pk bij 12.000 toeren per minuut, woog 90 kg en had een topsnelheid van ongeveer 175 km/uur. De machine werd doorontwikkeld tot in 1959. Mike Hailwood won er veel nationale en internationale wedstrijden mee. 

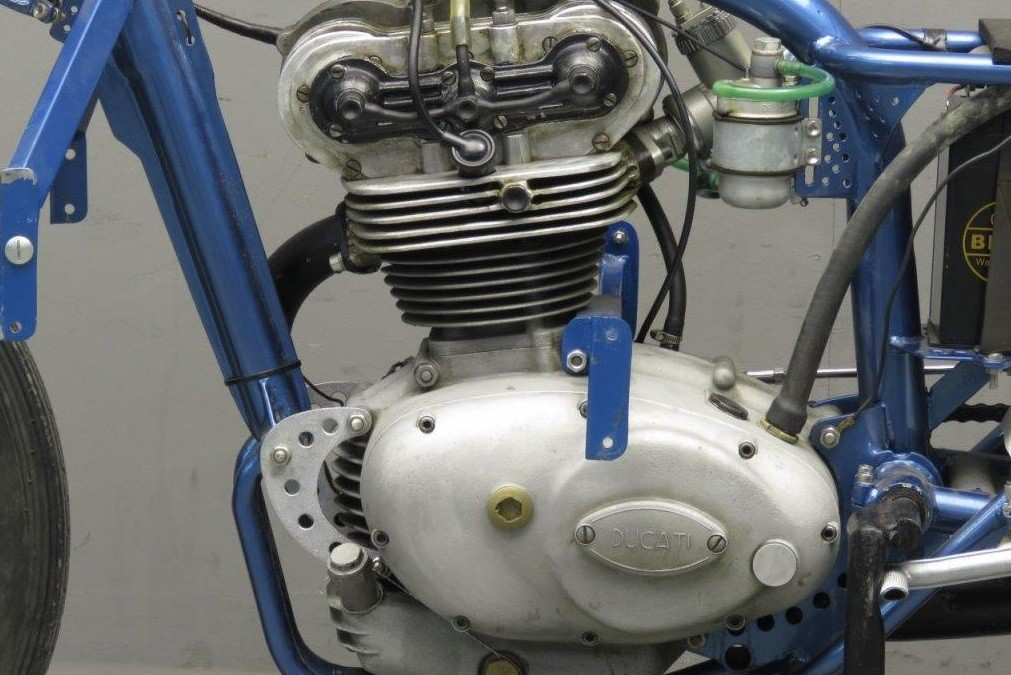
De drie bovenliggende nokkenassen van de Trialbero

## Ducati 125 Trialbero
In 1956 verscheen de Ducati 125 GP met een derde nokkenas, nodig voor de desmodromische klepbediening, waarbij de klepveren verdwenen en de kleppen niet alleen door nokkenassen werden geopend, maar ook gesloten. Het was de eerste toepassing van dit systeem op een motorfiets. Fabriekscoureur Gianni Degli Antoni won er de Zweedse Grand Prix op Hedemora mee, maar die telde toen nog niet mee voor het wereldkampioenschap wegrace. Degli Antoni reed het hele veld op een ronde. In de jaren daarna werd de Ducati 125 Trialbero ingezet door de fabrieksrijders Alberto Gandossi, Luigi Taveri en Tarquinio Provini. 